# Języki paleoazjatyckie
Języki paleoazjatyckie, języki paleosyberyjskie – umowna nazwa kilkunastu bliżej niespokrewnionych języków ludów północno-wschodniej Azji, poza kilkoma rodzinami należą tu również pewne języki izolowane. Określenie to ma charakter sztuczny i nie sugeruje związku genealogicznego. Według hipotezy rosyjskiego uczonego L. Szrenka ludy paleoazjatyckie są potomkami pierwotnej ludności zamieszkującej Północną Azję. Wewnątrz tej grupy języków możemy wydzielić bliżej niespokrewnione ze sobą rodziny językowe:
- rodzina czukocko-kamczacka
  - język czukocki
  - język koriacki
  - język kerecki (wymarły w 2005 r.)
  - język alutorski (czasem uważany za dialekt koriackiego)
  - język itelmeński
- rodzina eskimo-aleucka
  - języki eskimoskie
  - język aleucki
- język niwchijski
- język ajnuski (uważany za język izolowany)
- rodzina jenisejska, zaliczana do hipotetycznej makrorodziny dene-jenisejskiej, złożona niegdyś z 6 języków, w której jedynym żywym jest
  - język ketyjski (zw. także keckim)
- rodzina jukagirska, czasami zaliczana do języków paleoazjatyckich, choć według nowszych badań uważa się za ją za powiązaną genetycznie z językami uralskimi (dla potrzeb tej koncepcji tworzy się nadrodzinę językową uralsko-jukagirską). W skład rodziny jukagirskiej wchodziły niegdyś 3 języki, obecnie jedynym żywym jest
  - język jukagirski

Wszystkie te języki są aglutynacyjne, przy czym u niektórych aglutynacja jest przyrostkowa, a u innych przyrostkowo-przedrostkowa. Część należy do języków ergatywnych.
Niekiedy traktuje się je jako ogniwo między językami uralskimi a językami tubylczych ludów obu Ameryk.
Języki paleoazjatyckie są zagrożone wymarciem z uwagi na presję ze strony innych języków, zwłaszcza rosyjskiego. W Ameryce Północnej języki eskimo-aleuckie wypiera język angielski, zaś język ajnuski praktycznie wymarł pod naporem języka japońskiego. Jedynym językiem paleoazjatyckim, którego ani zasięg, ani liczba użytkowników nie zmniejsza się, jest należący do języków eskimoskich język grenlandzki.